# Mario Mentrup
Mario Mentrup (* 1965 in Emden) ist ein deutscher Schauspieler, Filmemacher, Musiker, Verleger und Autor.

## Leben
Mentrup zog 1987 nach West-Berlin. Er war als Schauspieler in diversen Fernsehproduktionen und Kinofilmen vertreten. Daneben realisierte er eigene Spielfilme und ist Gründer und Mitglied der Berliner Band Knochen=Girl, die zwischen 1989 und 1995 drei Alben herausbrachte. Des Weiteren war er mit Erich Maas Herausgeber der Bücherreihe MaasMedia, der 2012 in Fantôme Verlag umbenannt wurde. Zusammen mit Volker Sattel gründete er das Produzentenlabel Vakant Film.
Mario Mentrup lebt in Berlin.

## Filmografie
als Schauspieler
- 1990: Chronik des Regens
- 1995: Wilder Westerwald (Fernsehfilm)
- 1996: Happy Weekend
- 2000: Salamander
- 2001: Fremde Freundin
- 2001: Planet Alex
- 2001: My Sweet Home
- 2001: Prüfstand 7
- 2003: Tatort: Dreimal schwarzer Kater
- 2004: The Raspberry Reich (Stimme)
- 2005: Stadt des Lichts
- 2005: Die Quereinsteigerinnen
- 2006: Ladybug
- 2007: Ich begehre
- 2007: After Effect
- 2009: Sprit
- 2011: Cabaret Desire
- 2011: Lena will es endlich wissen
- 2012: Klappe Cowboy!
- 2013: Hans Dampf

als Regisseur
- 2005: Stadt des Lichts
- 2007: Ich begehre
- 2008: They Come at Night (mit Volker Sattel)

als Drehbuchautor
- 1990: Chronik des Regens
- 2005: Stadt des Lichts
- 2007: Ich begehre
- 2008: They Come at Night (mit Volker Sattel)